# Jesús David Murillo Largacha
Jesús David Murillo Largacha, noto semplicemente come Jesús Murillo (Cali, 18 febbraio 1994), è un calciatore colombiano, difensore del Juárez.

## Palmarès

### Club

#### Competizioni nazionali
- Copa Colombia: 1

Ind. Medellín: 2019
- MLS Supporters' Shield: 1

Los Angeles FC: 2022
- Campionato MLS: 1

Los Angeles FC: 2022
- Lamar Hunt U.S. Open Cup: 1

Los Angeles FC: 2024

### Individuale
- Squadra della stagione della CONCACAF Champions League: 1

2020